# Valmiera FC
El Valmiera Football Club; (en letón: Valmieras Futbola Klubs), también conocido como Valmiera Glass VIA por razones de patrocinio, es un club de fútbol con sede en Valmiera, Letonia. Fue fundado en 1950 y juega en la Virslīga, máxima categoría nacional.

## Historia
Los antecedentes del actual Valmiera se encuentran en el FK Gauja, fundado en 1950 como Dinamo Valmierā. Durante más de tres décadas formó parte de la liga regional de la RSS de Letonia e incluso se proclamó campeón en la temporada 1990. Sin embargo, no supo adaptarse al nuevo sistema de ligas letón y terminaría desapareciendo en 1997 por problemas económicos.
De forma paralela, en 1996 se fundó el actual Valmiera FK desde la segunda categoría. En su temporada de debut finalizó segundo y venció la promoción de ascenso contra el Skonto-Metāls. El nuevo equipo de la ciudad aguantó en la élite desde 1997 hasta 2003, cuando tuvo que renunciar por falta de presupuesto. Desde entonces estuvo compitiendo en Primera Liga durante los siguientes 14 años. 
En 2016 fue adquirido por la empresa Valmiera Glass, y en 2017 regresó a la Virslīga como campeón de la segunda división.

## Palmarés
- Primera Liga de Letonia: 1

2022

## Participación en competiciones de la UEFA
| Temporada | Torneo                        | Ronda             | Club               | Casa | Visita | Global |
| --------- | ----------------------------- | ----------------- | ------------------ | ---- | ------ | ------ |
| 2020-21   | UEFA Europa League            | 1ª Clasificatoria | Lech Poznań        | –    | 0–3    | 0–3    |
| 2021-22   | UEFA Europa Conference League | 1ª Clasificatoria | Sūduva             | 0–0  | 1–2    | 1–2    |
| 2022-23   | UEFA Europa Conference League | 2ª Clasificatoria | Shkëndija          | 1-2  | 1-3    | 2-5    |
| 2023-24   | UEFA Champions League         | 1ª Clasificatoria | Olimpija Ljubljana | 1-2  | 1-2    | 2-4    |
| 2023-24   | UEFA Europa Conference League | 2ª Clasificatoria | Tre Penne          | 7-0  | 3-0    | 10-0   |
| 2023-24   | UEFA Europa Conference League | 3ª Clasificatoria | FK Partizani       | 1-2  | 0-1    | 1-3    |